# Episodi de Il paradiso delle signore (prima stagione)
La prima stagione della serie televisiva Il paradiso delle signore, composta da 20 episodi, è stata trasmessa in prima visione su Rai 1 dall'8 dicembre 2015 al 26 gennaio 2016, con due episodi alla volta per dieci prime serate.
| nº | Titolo                                       | Prima TV         |
| -- | -------------------------------------------- | ---------------- |
| 1  | L'estate d'inverno                           | 8 dicembre 2015  |
| 2  | Non arrendersi mai                           | 8 dicembre 2015  |
| 3  | Responsabilità                               | 14 dicembre 2015 |
| 4  | La settimana del Sud                         | 14 dicembre 2015 |
| 5  | Il bello per tutti                           | 15 dicembre 2015 |
| 6  | Lucciole e sogni                             | 15 dicembre 2015 |
| 7  | Liberazione                                  | 21 dicembre 2015 |
| 8  | A mali estremi                               | 21 dicembre 2015 |
| 9  | Il bacio                                     | 28 dicembre 2015 |
| 10 | Come una famiglia                            | 28 dicembre 2015 |
| 11 | I sogni son desideri                         | 4 gennaio 2016   |
| 12 | La festa della mamma                         | 4 gennaio 2016   |
| 13 | Uomini, mezz'uomini, ominicchi e quaquaraquà | 11 gennaio 2016  |
| 14 | La prova del fuoco                           | 11 gennaio 2016  |
| 15 | La testa e il cuore                          | 18 gennaio 2016  |
| 16 | Puoi farcela                                 | 18 gennaio 2016  |
| 17 | Il momento di decidere                       | 25 gennaio 2016  |
| 18 | Ostacoli                                     | 25 gennaio 2016  |
| 19 | Andrea Doria                                 | 26 gennaio 2016  |
| 20 | Tutta la verità                              | 26 gennaio 2016  |

## L'estate d'inverno
1956, Castelbuono. La giovane siciliana Teresa Iorio si reca presso la piazza del paese e umilia dinanzi a tutti Salvo, figlio del sindaco e suo promesso sposo, che l'ha tradita. Suo padre Giuseppe, per superare la vergogna, la mette su un treno alla volta di Milano. Giunta a destinazione la ragazza, dopo aver contemplato le bellezze del capoluogo lombardo, diventa vittima di uno tentato scippo, ma viene aiutata da un altezzoso quanto affascinante signore. Recuperatasi dal panico, la ragazza non fa in tempo a entrare nel negozio di abbigliamento dello zio paterno Vincenzo che quest'ultimo viene portato a forza dalla polizia in galera: egli è accusato di aver incendiato un furgone di proprietà de Il paradiso delle signore, l'elegante grande magazzino che sta portando sul lastrico molti suoi colleghi negozianti. Teresa, decisa a riportare a casa lo zio, si reca direttamente al magazzino per discutere a tu per tu con Pietro Mori, capo dell'azienda, il quale si rivela essere l'uomo che l'aveva in un primo momento soccorsa nello scippo. Dopo un'accesa discussione dalla quale esce sconfitta, Teresa decide di partecipare alle imminenti selezioni delle Veneri, le avvenenti e brillanti commesse del negozio, convinta che in tal modo potrà aiutare lo zio a ripianare i debiti, ma non riesce a ottenere il pass per la fase di prova dalla rigida Clara Mantovani.
Sentitasi umiliata da tutti per via delle sue origini meridionali  e del suo aspetto non elegante, s'infervora con Vittorio Conti, pubblicitario del Paradiso: la ragazza considera l'azienda troppo finta, come il sole in vetrina, che rimane identico per tutto il corso della giornata ed è distante dalla realtà quotidiana fatta di sofferenze e privazioni. L'idea di avvicinare maggiormente il negozio al popolo convince Vittorio il quale, rimasto folgorato dalla ragazza, decide di mettere una buona parola per lei con Pietro: Teresa, ribattezzata dai due La ragazza del Sole, inizia così il suo periodo di prova in un momento in cui l'azienda, seppur apparentemente solida e sicura, affronta una crisi di liquidità sempre più forte per via delle scellerate e inamovibili decisioni di Carlo Mandelli, il dirigente della banca a cui Pietro si affida per la sua impresa. I rifornitori dell'azienda, venuti a sapere della crisi, ordinano ai camionisti di non scaricare la merce: Pietro si trova quindi costretto a chiedere un prestito al vecchio amico Bruno Jacobi, strozzino affiliato alla malavita milanese.
- Ascolti: telespettatori 4 555 000 – share 16,4%[1].

## Non arrendersi mai
Teresa comincia il suo periodo di prova, durante la quale viene ostacolata non soltanto da Clara ma anche dall'ambiziosa Anna Imbriani, amica degli zii, che essendo l'unica in famiglia a sapere del precario lavoro di Teresa, sfrutta la sua posizione per raccontare tutto alla zia Francesca. Pietro impartisce a Teresa lezioni di moda e portamento, e nel mentre è costretto a restituire i debiti alla banca in tempi brevissimi, un escamotage di Mandelli per accaparrarsi le quote societarie insieme all'impensabile Vittorio: lo scaltro e spregiudicato Pietro decide allora di corteggiare Andreina, la bella e ricca figlia di Mandelli, che utilizza come arma di ricatto per indebolire il banchiere.
Intanto tra le candidate Veneri comincia ad emergere la figura della spietata e crudele Monica Giuliani la quale, pur di non venir licenziata a causa del suo comportamento maleducato verso la contessa Laura Torriani, esigente e fedelissima cliente del magazzino, decide di addossare le proprie colpe a un'altra collega spacciandosi per lei, facendola licenziare. Teresa, avendo compreso quanto una Venere possa essere perfida, si adegua a combattere ad armi pari: scrutata la temibile contessa, le si avvicina e le offre aiuto nella ricerca dell'abito perfetto con la gentilezza e la cordialità che la contraddistinguono, riuscendo a conquistare la difficile cliente. Clara non può far altro che assumere insieme a Lucia Gritti e Silvana Maffeis anche Teresa, a danno di Monica la quale, nonostante fosse andata a letto con Vittorio nel tentativo di stabilirsi in negozio, ne esce sconfitta. Teresa, diventata ufficialmente una Venere, torna entusiasta a casa degli zii, ma fuori dal negozio trova suo padre, chiamato dalla zia, pronto a riportare la figlia in Sicilia.
- Ascolti: telespettatori 4 327 000 – share 17,95%[1].

## Responsabilità
Giuseppe, dopo la visita al fratello in carcere, è deciso a far subito ritorno in Sicilia; al contrario Teresa, ormai innamorata di Milano, non ha alcuna intenzione di vivere per sempre nell'isola e di sposarsi con Salvo e, rimasta intrappolata in casa per volere della famiglia, scavalca la finestra pur di raggiungere Il paradiso delle signore. Al magazzino si respira un'aria pesante per via di continui furti, dei quali Clara e Anna credono di aver individuato la colpevole in Teresa, poiché sono cominciati dopo il suo arrivo. Pietro, venuto a conoscenza della grave situazione della ragazza, non appena Giuseppe giunge in negozio per trascinare via la figlia, interviene subito in soccorso della giovane; tuttavia, a cena Giuseppe dichiara di essere ancora deciso a far ritorno l'indomani a Castelbuono. La zia Francesca però, avendo tra l'altro scoperto che il marito è veramente il colpevole dell'incendio al furgone del magazzino, non soltanto fa scappare Teresa, ma spinge anche il cognato ad andare in carcere dal fratello minore e pressarlo a scrivere una lettera al Pietro, dove chiede umilmente scusa e ammette una volta per tutte la propria colpevolezza.
Frattanto le diaboliche trappole di Monica ritornano a piombare su Teresa: infatti, ruba un maglioncino dal suo reparto e lo nasconde nello stesso armadietto della collega allo scopo di farla licenziare, venendo però scoperta da Vittorio, al quale vende il silenzio in cambio di un prestigioso e ben retribuito posto come segretaria presso uno studio pubblicitario. Teresa, avendo scoperto che Clara sospetta ingiustamente di lei sul caso dei ripetuti furti, invita la responsabile a controllare da capo a fondo l'intero negozio; trovato il maglioncino nascosto da Monica, Clara è pronta ad avvisare Pietro del reato, ma Teresa, accorgendosi improvvisamente della presenza del vero ladro, riesce a bloccarlo e farlo arrestare, lasciando di stucco i presenti al negozio. Salvata la propria reputazione, Teresa deve comunque affrontare suo padre il quale, giunto da Pietro per consegnargli la lettera di scuse di Vincenzo, rivela un terribile segreto alla figlia: ha accumulato una somma non indifferente di debiti nei confronti del sindaco di Castelbuono, e il matrimonio tra Teresa e Salvo rappresenta purtroppo un espediente obbligatorio per assicurarsi il controllo sulla loro piccola proprietà terriera ed evitare che la sua famiglia cada in povertà.
- Ascolti: telespettatori 5 579 000 – share 20,87%[2].

## La settimana del Sud
Teresa, spinta dalla responsabilità che sente di avere nei confronti della famiglia, informa subito Pietro della sua imminente partenza; l'uomo vorrebbe impedire in tutti i modi l'allontanamento della ragazza così come Vittorio, il quale non è intenzionato a perdere la sua commessa preferita e decide di coinvolgerla nell'operazione commerciale dei grandi magazzini dedicata al Sud. Ispirandosi ai tipici venditori ambulanti del Meridione, Teresa si reinventa come strillona e l'operazione commerciale gode finalmente di un successo incredibile. La gioia per il nuovo successo realizzato spinge Teresa a farsi forza e a inventare un nuovo stratagemma per rimanere a Milano: fa assaggiare il famoso sfincione siciliano a un panettiere milanese che lavora insieme a Giovanni, il marito segreto di Lucia (segreto perché le commesse de Il paradiso delle signore devono essere nubili) e lo convince ad assumere il padre.
Per convincere Giuseppe a stabilirsi nel capoluogo lombardo, Teresa lo porta a conoscere le meraviglie del Paradiso, a cui adesso possono accedere numerosi meridionali, desiderosi di riscattarsi dalla vita del paese; qui, aiutata anche da Pietro, riesce a toccare le corde emotive del padre, il quale comprende quanta soddisfazione provi la figlia nel lavorare in un luogo simile, decidendo di lasciare Teresa dagli zii e di rinunciare alle misere terre di Castelbuono. Mentre Teresa, Vincenzo e Francesca accompagnano Giuseppe alla stazione centrale, Pietro, tra l'altro ampiamente soddisfatto di aver bloccato Mandelli per mezzo del corteggiamento di Andreina, incontra dalla sua vettura lo sguardo di Teresa e i due si scambiano un dolce sorriso.
- Ascolti: telespettatori 5 440 000 – share 24,67%[2].

## Il bello per tutti
È arrivato aprile, e Milano inaugura la Fiera Campionaria. Vittorio e i suoi colleghi pubblicitari, Elsa Tadini e Roberto Landi, sono impegnati nella realizzazione di una pagina con una frase che possa richiamare più clienti e aumentare le vendite: Pietro, infatti, è ancora immerso nei problemi economici dell'azienda e, nonostante corteggiare Andreina si stia rivelando un'ottima forma di ricatto, deve prodigarsi ad accumulare la somma necessaria per il pagamento di tutti i debiti. Anna, invece, è reduce da un'appassionata notte con Massimo Riva, l'ingegnere che spera di poter sposare, e ciò infastidisce Quinto Reggiani, un povero ragazzo di provincia da sempre innamorato di lei, che l'ha seguita a Milano e lavora come magazziniere a Il paradiso delle signore; dopo essere stato insultato da Massimo, il ragazzo si scaglia contro di lui e per tale atto viene punito con il licenziamento, ma Anna, sentendosi colpevole per quanto successo a Quinto, supplica Clara di parlare con Pietro per salvare il ragazzo da un licenziamento causato soltanto da un irrimediabile problema di cuore. La rigida donna, spinta dall'amore segreto che prova verso Pietro, accetta di mettere una buona parola per Quinto; dopo essersi lasciata andare a un bacio non ricambiato che la lascia triste e umiliata, Clara preferisce consolare il dolore e la frustrazione con una lettera di dimissioni che Pietro, ovviamente, non accetta.
Nel frattempo Teresa viene sempre più coinvolta nell'attività di Vittorio e, avendo ottenuto una buona preparazione in fatto di moda e costumi, dà al rifornitore del negozio dello zio, il signor Bertone, il consiglio di scegliere dei capi più moderni e di prendere esempio dallo stile del Paradiso. Bertone, proprietario di un'industria tessile a Biella, ottiene di parlare con Pietro e quest'ultimo decide di acquistare l'industria allo scopo di realizzare degli abiti che portino la firma del suo magazzino, riducendo così le spese per i rifornitori. Con questa strategia Pietro potrebbe mettere in ulteriore difficoltà Vincenzo ma, con un gesto che trova l'approvazione e l'ammirazione di Teresa, appalta proprio a lui le riparazioni di sartoria. Mentre Pietro si avventura in un impegno economico notevole, Andreina, innamorata di lui, preferisce render nota la sua relazione con l'uomo e salvarsi da un indesiderato matrimonio combinato con il braccio destro del padre; quando però comunica la notizia all'amato, questi, che ormai non ha assolutamente più bisogno di lei, la scarica e lascia che si consoli con le parole di Clara, la quale spiega ad Andreina quanto Pietro sia dedito unicamente al suo lavoro e lontano dal desiderio di avere con sé una donna. Ma l'umiliazione e la rabbia sono troppo grandi, e la figlia di Mandelli regala allo spregiudicato Pietro un sonoro schiaffo dinanzi alla clientela e ai dipendenti.
- Ascolti: telespettatori 5 362 000 – share 19,92%[3].

## Lucciole e sogni
Pietro deve recarsi a Biella per intraprendere un primo e importante dialogo con gli operai della fabbrica e, conoscendo il grande spirito d'intraprendenza di Teresa, decide di portare, insieme al ragionier Galli, anche lei; la ragazza, che ormai invaghita di Pietro, è orgogliosa di poter partecipare ad una tappa importante nella carriera del capo. Intanto Vittorio, sempre più ostinato a far parlare di sé e a dare risalto alla campagna dei bikini che gode di scarsa attenzione da parte delle signore, decide in assenza di Pietro di esporre i costumi in vetrina, un gesto che non incontra l'entusiasmo di Clara e provoca l'arrivo delle forze dell'ordine, con tanto di cronisti curiosi intenti a gettare fango sul rinomato negozio.
Lucia, pupilla di Clara, viene corteggiata da Federico Cazzaniga, il pericoloso e fedele scagnozzo di Mandelli: egli, invaghitosi della ragazza, vuole sfruttare il suo segreto per farla sua a tutti i costi. Mentre Il paradiso delle signore è coinvolto nello scandalo dei bikini, Teresa e Pietro riescono a ottenere la fiducia e la stima degli operai di Biella. Avvicinati da un tenero e breve viaggio, la ragazza scopre che il capo è reduce da un terribile incidente stradale in America, in cui anni prima perse la moglie e si procurò una cicatrice; sulla strada del ritorno, dopo aver respirato l'aria di campagna e aver intravisto delle lucciole, i due si lasciano andare a un lungo bacio in automobile, che viene visto da Vittorio, sempre più geloso della ragazza.
- Ascolti: telespettatori 5 108 000 – share 22,92%[3].

## Liberazione
Il 25 aprile si avvicina e con esso anche il festeggiamento dell'undicesimo anniversario della liberazione d'Italia, un evento che Pietro, sopravvissuto a quel periodo, desidera trascorrere stando vicino all'azienda e ai dipendenti. L'appassionato bacio tra Pietro e Teresa non ha però scaldato affatto gli animi, anzi li ha del tutto congelati: Pietro, infatti, seppur visibilmente innamorato della ragazza, non può assolutamente venir meno alle responsabilità nei confronti dell'amato negozio e cessare di tener a bada Mandelli, che adesso, infuriato per il trattamento che ha riservato alla figlia, è sempre più deciso a distruggere la vita dell'imprenditore. Mandelli sospetta che Pietro abbia assassinato suo fratello Umberto ai tempi della guerra, ed è proprio a questo riguardo che invia in missione speciale Cazzaniga, impegnato nelle indagini che possano provare la certezza assoluta di quanto sospettato, e che intanto non ha alcuna intenzione di lasciar in pace Lucia, costringendola a frequentarlo in cambio del silenzio sul fatto che ha un marito e un figlio.
Intanto Vincenzo, abituato a lavorare per conto suo, non riesce ad adattarsi ai tempi e agli ordini imposti da Il paradiso delle signore, e con il sostegno della famiglia decide di trasferirsi in Germania, accogliendo la richiesta della nipote di rimanere a Milano e di prendere in affitto un'abitazione insieme alla collega Silvana la quale, impegnata nella realizzazione di un'opera teatrale, verrebbe agevolata dal vivere in una casa più vicina al negozio. Teresa, non essendo ancora riuscita a chiarirsi con Pietro per via dell'intrusione dello strozzino Jacobi, si ritrova costretta a doverci parlare durante la festa della Liberazione, dove comprende che in lui non vi è alcun desiderio di prendere seriamente in considerazione un bacio nato da un futile e irripetibile errore.
- Ascolti: telespettatori 5 507 000 – share 20,97%[4].

## A mali estremi
Avendo scoperto tramite le informazioni di Jacobi che Mandelli sta avviando una temibile operazione di vendetta per il delitto di guerra subìto dal fratello, Pietro inizia a escogitare un piano che possa aiutarlo e l'unica arma di ricatto rilevante torna ad essere Andreina: perciò, sfruttando l'evento che Vittorio sta organizzando in collaborazione con la Ferrari per il lancio della nuova collezione di abiti, decide di richiamare a sé Andreina con un'intervista in cui dichiara di amare la donna ma di non essere più ricambiato. Mentre Lucia è sempre più minacciata dal pericoloso Cazzaniga e Clara intraprende una relazione con il capo-magazziniere Corrado Colombo, il quale vuole sedurla per tenerla lontana dai loschi traffici che gestisce, Teresa è triste per il comportamento evitante di Pietro.
Poche ore prima dall'inizio dell'atteso evento, ascoltando i chiacchiericci delle colleghe, la ragazza scopre dell'intervista in cui Pietro rivela di essersi innamorato e, presa dall'agitazione, pensa che possa essere lei la misteriosa donna che ha fatto breccia nel suo cuore. Soltanto pochi minuti dopo, però, quando Andreina fa nuovamente visita al negozio, perdona Pietro e gli dà un bacio, Teresa capisce di essere cascata nell'ennesima delusione. Alla povera ragazza non resta quindi che uscire di corsa e accettare una sigaretta come magra consolazione da parte di Vittorio.
- Ascolti: telespettatori 5 262 000 – share 23,87%[4].

## Il bacio
Teresa, sempre più gelosa di Andreina e incapace di gestire i propri sentimenti nei confronti di Pietro, decide di abbandonare Il paradiso delle signore e di trovar lavoro come commessa presso un negozio di abbigliamento meno famoso e più riparato, in cui però sarà retribuita meglio. Vittorio è distrutto dalle tragiche condizioni di salute del tanto disprezzato padre, e Teresa è l'unica ad accorgersi del cambiamento di umore del pubblicitario, impegnato tra l'altro nel lancio di un rivoluzionario e splendido rossetto ideato dalla sua ultima amante, Valeria Craveri: tale trucco è destinato a divenire il protagonista di un nuovo reparto dedicato alla cosmetica che, con gran sorpresa del personale, verrà affidato all'ex epurata Monica. Nel mentre, le referenze che Teresa crede di poter acquisire difficilmente dal capo che tanto l'adora vengono immediatamente firmate da Pietro il quale, ormai impegnato in una proposta di matrimonio per Andreina, teme la presenza della ragazza. Insieme al prezioso diamante Tiffany comperato per l'occasione ad Andreina, Pietro acquista anche una collana di cristalli Swarovski per Teresa con un ciondolo a forma di sole.
Non avendo ottenuto risultati dalle pressioni sul Pietro, Vittorio, pur di non perdere la sua commessa preferita, decide di convincere la ragazza a rimanere facendole notare le sue grandi doti artistiche che, rivelate da un disegno raffigurante le labbra di una donna ritrovato proprio sul taccuino personale di Teresa, possono arricchirsi e trovare la propria strada soltanto al Paradiso. Teresa, credendo che Vittorio l'abbia coperta di complimenti con l'unico pretesto di corteggiarla, non si lascia persuadere ed è sempre più decisa a dire addio al grande magazzino. Intanto Pietro riesce a chiedere in tempo la mano di Andreina e a guadagnarsi la temporanea fiducia di sua madre Marisa, la quale scuote il marito, costretto ad accettare il ricatto di Pietro per non spezzare il cuore della figlia. A casa di Teresa, dove da poco si è stabilita anche Silvana, si consuma un triste episodio: Anna, dopo aver invitato a cena Massimo e i genitori, si ritrova a sgridare imbestialita il facoltoso ingegnere che si è rivelato essere un uomo falso, approfittatore e per di più già sposato. A Teresa e Silvana, per ristabilire l'equilibrio nel tormentato cuore di Anna, non resta nient'altro che offrire alla collega di diventare loro coinquilina.
- Ascolti: telespettatori 5 426 000 – share 20,44%[5].

## Come una famiglia
Per Teresa è arrivato l'ultimo agognato giorno di servizio a Il paradiso delle signore, ma l'improvvisa morte del padre di Vittorio la spinge a far un ultimo doveroso atto che possa far sentire l'intero magazzino vicino all'uomo in un momento così terribile. Pertanto, Teresa convince Vittorio a tentare di portare al funerale il fratello Edoardo, il quale ha maturato nei confronti un profondo astio: infatti, qualche tempo prima del matrimonio di Edoardo con Beatrice, Vittorio sedusse la futura cognata credendo di potersi prendere tutto, anche la moglie del fratello. Informato Pietro della vicenda, Vittorio ottiene di recarsi alla cerimonia funebre anche in compagnia di una parte non indifferente del personale e della dirigenza. Intanto Pietro, reo di non aver comunicato ad Andreina di aver presenziato al funerale del padre di Vittorio, è costretto, pur di farsi perdonare, a partecipare alla sontuosa cena prenotata da Mandelli in un lussuoso ristorante in cui trova a malincuore anche Irene, la figlia di Umberto, ignara del suo coinvolgimento nell'omicidio del padre.
Teresa invece è turbata dall'inatteso arrivo del fratello minore Mario che, con la scusa di cercare un lavoro che possa fruttare quanto quello della sorella, vuole riportare quest'ultima a Castelbuono per maritarla con Salvo, anche se desiste presto dal suo proposito. L'ultima giornata al grande magazzino milanese si chiude e Teresa, nonostante i rimproveri ricevuti da Clara (la quale è sempre più coinvolta nella relazione con Corrado, che sta per trafficare anche le sigarette di contrabbando del pericoloso Jacobi), si è affezionata molto ai suoi nuovi amici, diventati per lei una vera famiglia, e perciò non intende più abbandonare il proprio lavoro e lasciare che Pietro possa privarla degli affetti di cui ha bisogno. Così, felice della sua scelta, si unisce a Vittorio e alle colleghe per assistere alla prima rappresentazione teatrale di Silvana.
- Ascolti: telespettatori 5 448 000 – share 23,55%[5].

## I sogni son desideri
Per fare un favore ad Andreina, Pietro chiude ai clienti le porte de Il paradiso delle signore per ospitare una mostra d'arte della Fondazione Mandelli, accogliendo i ricchi e importanti amici di famiglia. Durante l'evento Pietro, anche perché infastidito dall'atteggiamento scortese di Andreina nei confronti di Teresa, decide di riaprire l'ingresso ai clienti creando un nuovo motivo di attrito con la famiglia Mandelli. Durante la preparazione dell'esposizione, Teresa e Vittorio si avvicinano ulteriormente, e il pubblicitario confessa a Pietro di essersi innamorato di Teresa.
Mario, che con la speranza di facili guadagni ha iniziato a contrabbandare sigarette, viene arrestato dai Carabinieri, ma l'intervento di Pietro evita ulteriori conseguenze. Intanto Anna, rimasta sola dopo aver allontanato Massimo, prova ad avvicinarsi a Quinto.
- Ascolti: telespettatori 5 198 000 – share 18,73%[6].

## La festa della mamma
In occasione della festa della mamma, Pietro decide di lanciare una nuova iniziativa: una giornata di vendite dedicata esclusivamente alle mamme e ai loro bambini. Lucia confida a Teresa di essere triste al pensiero che, quando il marito e il figlio verranno al magazzino, non potrà stare con loro a causa del regolamento che impone il nubilato alle Veneri. Teresa è molto preoccupata per il fratello e lo spinge a cercarsi un lavoro quanto prima, così Pietro la aiuta assumendo Mario come aiuto-magazziniere. Vittorio, su consiglio della ragazza, coinvolge nell'organizzazione della festa la scuola dove insegna il fratello Edoardo, nel tentativo di riconciliarsi con lui. Pietro scopre che la moglie di Mandelli ha un amante, e sfrutta questo segreto a suo vantaggio coi Mandelli.
La perfida Monica, dopo aver spiato una conversazione tra Teresa e Lucia, rivela a Clara il segreto della seconda; la capo-commessa, però, decide di far finta di niente. Al magazzino si presentano inaspettatamente anche Edoardo, Beatrice e i loro due figli piccoli: Edoardo, che ha deciso di riappacificarsi con il fratello, ringrazia Teresa per aver favorito il loro incontro, augurandosi che sia proprio con lei che Vittorio metta su famiglia. Clara si reca a un orfanotrofio dove, dieci anni prima, da ragazza madre, fu costretta a lasciare la figlia, che da anni è stata adottata. Quinto propone ad Anna di sposarlo, ma quando lei gli rivela di essersi concessa a Massimo, decide di allontanarsi da lei sentendosi ingannato e preso in giro. Vittorio confessa a Teresa di amarla e le dà un bacio, inizialmente ricambiato, ma la ragazza si scusa e se ne va.
- Ascolti: telespettatori 5 190 000 – share 20,72%[6].

## Uomini, mezz'uomini, ominicchi e quaquaraquà
Pietro cerca nuove strategie per attrarre i clienti dopo le 17, così Vittorio propone di inaugurare l'aperitivo in caffetteria, magari con l'ausilio della televisione che Quinto (iscritto a un corso per corrispondenza della Scuola Radio Elettra di Torino) sta terminando di costruire. Fra Silvana e il creativo Roberto inizia a nascere una tenera amicizia, tanto che i due si trattengono anche dopo l'orario di lavoro per guardare assieme una commedia teatrale in televisione. Salvo giunge a Milano con l'intenzione di riportare indietro Teresa; quando nota la complicità che c'è fra la ragazza e Vittorio, picchia il pubblicitario venendo spalleggiato da alcuni suoi amici. Per fortuna Teresa trova Vittorio e gli presta soccorso. 
Mandelli prosegue la sua strategia per separare Andreina da Pietro, regalando ai promessi sposi la casa che un tempo era destinata proprio a suo fratello Umberto; questo crea inevitabili frizioni nella coppia, che Pietro pensa di risolvere accelerando ulteriormente le cose con Andreina e convincendola a concedersi. L'amore clandestino fra Corrado e Clara si rivela provvidenziale per salvare il magazzino dalle fiamme: infatti i due, nascosti in magazzino, sentono odore di fumo e riescono a sedare un incendio sul nascere. Nell'occasione, però, Clara scopre le casse di sigarette di contrabbando del malavitoso Jacobi che Corrado ha provato a tenerle nascoste per tutto il tempo.
- Ascolti: telespettatori 5 961 000 – share 20,94%[7].

## La prova del fuoco
Clara intima a Corrado di far sparire le casse con le sigarette di contrabbando, altrimenti ne metterà al corrente Pietro. Cazzaniga bacia Lucia, la quale inaspettatamente ricambia, ma se ne pente subito dopo. Pressato da Salvo, Mario accetta di combinargli un incontro in magazzino con Teresa, che aveva in programma una cena con Vittorio; dopo aver rinchiuso Mario in una stanza, Salvo tenta di stuprare Teresa, ma l'intervento provvidenziale di Pietro impedisce il compimento dell'orribile piano, e Salvo viene arrestato dai Carabinieri. Pietro decide finalmente di confessare i suoi sentimenti a Teresa ma la ragazza, provata dalla terribile esperienza, si addormenta.
Andreina aspetta invano Pietro a un importante ricevimento a lui dedicato tenuto alla Fondazione Mandelli, sentendosi nuovamente umiliata. Corrado cade volontariamente da una scala e viene ricoverato in ospedale: questo gli permette di sottrarsi alla pressione di Jacobi, il quale però prende di mira Clara.
- Ascolti: telespettatori 5 684 000 – share 23,18%[7].

## La testa e il cuore
Pietro, dopo aver notato l'eleganza di Andreina, decide di verificare se la clientela de Il paradiso delle signore sia pronta per una collezione di lusso: organizza quindi un'asta per un vestito creato da una prestigiosa casa di moda, e l'entusiasmo delle clienti lo convince di aver fiutato un nuovo affare. Pietro coinvolge allora Luigi Guarini, uno stilista giovane ma di talento che si è formato a Parigi, per creare la prima collezione del magazzino.
Mario trova sfogo alla frustrazione accumulata entrando in un giro di incontri di pugilato clandestini per fare colpo su una giovane donna, Iride, ma ne viene tirato fuori dalla sorella con l'aiuto di Pietro e Vittorio; nella palestra, però, il pubblicitario riconosce i suoi aggressori e vorrebbe affrontarli, ma la ragionevolezza prevale e i tre escono dalla palestra assieme a Mario senza ulteriori problemi. Clara, dopo aver deciso di tacere con Pietro riguardo ai loschi traffici di Jacobi, chiede proprio al criminale di aiutarla a ritrovare la figlia abbandonata. Silvana e Roberto stringono una relazione sempre più stretta, mentre Anna piomba nella disperazione dopo aver scoperto di essere rimasta incinta di Massimo.
- Ascolti: telespettatori 5 683 000 – share 19,34%[8].

## Puoi farcela
Guarini si licenzia poiché in disaccordo con alcune modifiche volute da Pietro per abbattere i costi di produzione. Teresa, dietro l'incoraggiamento della contessa Torriani, e prima ancora di Vittorio, accetta di mostrare i propri disegni di abiti a Pietro. Anna comunica a Massimo di essere incinta, ma lui vuole solo che abortisca; la ragazza, però, vuole tenere il bambino, e Quinto (che intanto ha avuto un fugace rapporto con Elsa) la difende quando l'uomo tenta di obbligarla. Monica, dopo aver saputo che tra Teresa e Pietro c'è stato un bacio, lo rivela a Cazzaniga, inviato da Mandelli per scoprire qualunque cosa che possa scoraggiare Andreina nello sposare Pietro. L'uomo, però, nega a Mandelli che fra Teresa e Pietro ci sia mai stato qualcosa, e gli rivela che la figlia gli si è già concessa.
Anna spiega ai suoi genitori di essere stata ingannata da Massimo e chiede il loro aiuto per crescere il bambino, ma ottiene solo il loro disprezzo. Per il dolore, Anna tenta il suicidio chiudendosi in una stanza del magazzino e respirando monossido di carbonio da un furgoncino, ma Quinto la porta in salvo prima che sia troppo tardi. Clara ottiene da Jacobi l'indirizzo della donna che ha adottato sua figlia, e le scorge attraverso una finestra. Pur in assenza di prove, Mandelli è intenzionato a denunciare Pietro per omicidio. Vittorio invita Teresa per un picnic serale di fronte al Castello Sforzesco e, dopo che la ragazza lo ringrazia per aver sempre creduto in lei, si scambiano un bacio.
- Ascolti: telespettatori 5 618 000 – share 22,99%[8].

## Il momento di decidere
Quinto chiede ufficialmente ad Anna di sposarlo e lei, che capisce finalmente quanto il suo amore sia puro e sincero, accetta entusiasta. Per lanciare un nuovo progetto sugli abiti di lusso, Vittorio incontra Maria Callas in un centro di bellezza fuori Milano e la convince a indossare l'abito di punta disegnato da Teresa. Pietro si introduce segretamente nella Fondazione Mandelli, con l'aiuto del vecchio amico Jacobi, con l'intento di recuperare dalla cassaforte l'unica copia del verbale americano per il mancato processo dell'omicidio. Mandelli decide di non attendere oltre e incarica Cazzaniga di uccidere Pietro, ma l'uomo decide di non farlo perché stanco di essere manovrato. Nel frattempo, Mario scopre le sigarette di contrabbando nascoste al magazzino e racconta tutto a Pietro, che fa sequestrare la merce, arrestare il sostituto capo-magazziniere Marcello e poi affronta Jacobi.
Cazzaniga annuncia a Lucia che il giorno seguente si imbarcherà sul transatlantico Andrea Doria. La donna, turbata per quello che prova, corre da lui e gli si concede; l'uomo le propone di unirsi al suo viaggio ma lei, scioccata per quello che ha appena commesso, torna di corsa a casa in preda al rimorso. Varcata la soglia di casa, Lucia ritrova con sua enorme sorpresa i suoi genitori, i quali erano contrari al matrimonio con Giovanni poiché era in difficoltà economiche, cosa che aveva portato Lucia ad andarsene pur di stare con lui; ora sono finalmente riuniti. Teresa e Vittorio proseguono felicemente la loro relazione. Pietro giunge alla dogana per ritirare il regalo voluto da Andreina, una gru giapponese; tuttavia, vedendo l'animale dimenarsi disperato nella gabbia e identificandosi con lui, Pietro decide di rimandarlo indietro per liberarlo.
- Ascolti: telespettatori 5 780 000 – share 20,09%[9].

## Ostacoli
Pietro, sopraffatto dall'imminente matrimonio con Andreina, dalla minaccia di Mandelli e dalla bruciante gelosia verso Teresa, ricade in un vortice di autodistruzione che lo fa tornare ad abusare dell'alcol, un problema che sembrava aver superato da tempo; ciò lo porta, durante un viaggio che serve a chiudere l'accordo con la Callas, a sbandare e danneggiare il prezioso abito ideato da Teresa. La ragazza affronta Pietro dicendogli di risolvere il suo problema e, senza perdersi d'animo e con l'aiuto di Vittorio, in una notte riesce ad apportare all'abito le modifiche necessarie. Rientrati in magazzino per consegnare l'abito, i due trovano Pietro in stato confusionale non dovuto all'alcool, ma ad un farmaco che sta assumendo proprio per combattere questa dipendenza. Vittorio e Teresa decidono di rimanere al suo fianco durante tutta la notte; il pubblicitario (che trova in un cassetto il ciondolo a forma di sole che Pietro aveva comprato per Teresa) si rende conto che il legame tra gli altri due è ancora forte.
Cazzaniga, arrabbiato perché Lucia ha scelto di rimanere con la sua famiglia, decide di vendicarsi confessando a Giovanni del rapporto che ha avuto con sua moglie, mostrandogli un foulard lasciato dalla donna; quando Lucia torna a casa, il marito la caccia furioso. Clara salva sua figlia Matilde da un investimento e incontra la madre adottiva Donata Ferrari, recentemente rimasta vedova e alla disperata ricerca di un lavoro; Clara decide dunque di licenziare Monica, rinfacciandole la sua meschinità e i comportamenti sleali, oltre al fatto che nessuna delle colleghe ha stima di lei, assumendo al suo posto Donata. Vittorio, dopo aver consegnato alla Callas il vestito, affronta Pietro riguardo all'amore che l'amico si ostina a dire di non provare verso Teresa. Deciso a non essere un ripiego, Vittorio, seppur a malincuore, si fa vedere da Teresa in compagnia di Valeria facendole credere di essere rimasto il donnaiolo di sempre, e consegna a Quinto l'anello che voleva regalare alla ragazza. Di fronte a tutta la famiglia Mandelli, Pietro dichiara di amare un'altra donna, dopodiché corre da Teresa confessandole il suo amore, ma la ragazza lo invita ad andarsene.
- Ascolti: telespettatori 5 631 000 – share 22,53%[9].

## Andrea Doria
Pietro scopre che Vittorio si è licenziato da Il paradiso delle signore, ed è consapevole che cercare di fargli cambiare idea non servirà a niente; nel mentre, cerca di ricucire il rapporto con Teresa raccontandole di quando a 14 anni, solo e senza un soldo, giunse a Milano da un piccolo paese di campagna, e le fa conoscere Ettore, il proprietario di un chiosco che lo aiutò nel momento del bisogno e che lo informa che il transatlantico Andrea Doria ha subìto un incidente ed è affondata, e Pietro torna di corsa al magazzino poiché tra i membri dell'equipaggio c'è anche il fratello del ragionier Galli. Anna incontra la moglie di Massimo, la quale decanta le presunte qualità del marito, al ché la ragazza le rivela che l'uomo l'ha ingannata e che l'ha messa incinta, oltretutto volendosi sbarazzare del figlio. Andreina, dopo aver saputo dalla madre la verità su Pietro, i ricatti di Mandelli e la storia riguardante suo zio Umberto durante la guerra, arriva nell'ufficio di Pietro e, dopo aver scambiato poche parole, lo minaccia con una pistola, furiosa per essere stata usata. Pietro riesce a disarmare Andreina e, in cambio della promessa di non denunciarla, chiede a Mandelli di cessare ogni ostilità nei suoi confronti.
Mentre il personale del magazzino e alcune clienti assistono al notiziario riguardante lo speronamento e il naufragio dell'Andrea Doria causato dallo Stockholm, Galli riceve con un telegramma la lieta notizia che suo fratello è tra i sopravvissuti. Dopo aver trascorso una giornata con il figlio Paolo e averlo messo a dormire, Lucia viene nuovamente intimata da Giovanni ad andarsene per sempre di casa, ma lei dichiara che pur avendo sbagliato lo ama, e che tornerà ogni giorno per ricordare al marito e al figlio che sono una famiglia. Anna e Quinto vengono aiutati dagli amici a costruire in una notte una casa tutta per loro. Il mattino seguente, Teresa raggiunge Pietro per confessargli di ricambiare il suo amore, ma l'uomo viene tratto in arresto poiché Mandelli ha trovato un testimone per incriminarlo dell'omicidio di Umberto: Jacobi.
- Ascolti: telespettatori 6 081 000 – share 21,3%[10].

## Tutta la verità
Il ragionier Galli spiega a Teresa che, in tempo di guerra, lui e Pietro erano prigionieri degli americani in un campo in Toscana; un altro prigioniero, Umberto Razzi (il fratello di Mandelli, anche se ancora non lo sapevano), si era convinto che Galli stesse collaborando con gli americani per rivelare informazioni sull'esercito italiano. Non era vero, ma Umberto aveva deciso di ucciderlo, così un giorno, quando la guerra era ormai quasi finita, approfittando della confusione lo minacciò con una pistola: Galli cercò di scappare ma prese una botta e perse i sensi, Pietro intervenne per salvarlo, e nella colluttazione partì un colpo e Umberto morì; le autorità del campo chiusero l'inchiesta perché la guerra era ormai finita. Teresa chiede a Galli come fa a essere certo che le cose siano andate così dato che era svenuto, e lui risponde che si fida ciecamente di Pietro.
Massimo annuncia ad Anna che, convinto dalla moglie, si assumerà le sue responsabilità e provvederà al mantenimento suo e del bambino, decidendo in futuro se riconoscerlo o meno. Pietro viene rinchiuso nel carcere di San Vittore, da cui evade praticamente subito diventando un latitante. Teresa, con un discorso appassionato, convince Vittorio (licenziatosi soprattutto dopo averla vista indossare il ciondolo con il sole regalatole da Pietro) di tornare a Il paradiso delle signore per salvarlo, a causa della situazione critica venutasi a creare dopo l'arresto di Pietro, il quale raggiunge Teresa e lei cura le sue ferite; non capendo però perché stia scappando come un delinquente nonostante si professi innocente, la ragazza gli chiede di andare via.
Donata si rende conto che Clara (il cui ciondolo riporta la data di nascita di Matilde, 13 giugno 1946) è la vera madre della sua bambina; temendo che voglia portargliela via, Donata abbandona il lavoro e sparisce nel nulla con la bambina, gettando Clara nella disperazione. Roberto si reca in chiesa per confessarsi: egli è segretamente omosessuale e prova dei sentimenti per Vittorio ma, vergognandosi di ciò, decide di mascherare la cosa continuando a frequentare Silvana. Elsa rinfaccia ad Anna il suo comportamento pretenzioso verso Quinto, che per mantenerla ha accettato qualsiasi lavoro e non ha neppure dato l'esame per il corso da elettricista, rivelandole inoltre che il ragazzo ha rotto i rapporti con la propria famiglia, la quale non accettava il fatto che il figlio volesse sposarsi con una ragazza compromessa; Anna decide dunque, dopo essersi concessa a Quinto, di lasciarlo con un biglietto d'addio per non pesargli ulteriormente, accettando l'offerta di Massimo. Vittorio è impegnato a dirigere una pubblicità che ha per protagonisti Roberto e Silvana mentre danzano, e Teresa, dispiaciuta per il dolore che gli ha causato, gli assicura che non dimenticherà mai i loro momenti felici e che è un uomo eccezionale, sperando un giorno di ricevere il suo perdono. 
Pietro torna in carcere per costituirsi e Jacobi depone la propria testimonianza, che inaspettatamente lo scagiona. All'uscita dal carcere Pietro, scambiandosi un'occhiata con Mandelli, rievoca nella sua mente come le cose andarono in realtà: dopo una lotta con Umberto, il quale lo accusò di proteggere Galli perché riteneva che servisse a lui e Jacobi per gestire degli sporchi affari, Pietro afferrò la sua pistola e lo uccise volontariamente. Pietro ringrazia Vittorio per essere tornato al magazzino, ma lui dichiara che l'ha fatto solo perché il Paradiso lo ha reso un uomo migliore ed è giusto che continui a cambiare tutti coloro che avranno la fortuna di lavorarci. Dopo molto rifiuti, Giovanni mostra un primo segno di distensione verso Lucia, permettendole di andare a passeggiare con lui e loro figlio. Pietro (che ha stipulato un accordo con Jacobi per farlo entrare in società) può iniziare a vivere la sua relazione con Teresa alla luce del sole, ma durante un'uscita la coppia viene interrotta dall'improvvisa comparsa di Rose, la moglie americana di Pietro.
- Ascolti: telespettatori 6 025 000 – share 24,74%[10].